# Сейфи, Алекпер Сейфулла оглы
Алекпер Сейфулла оглы Сейфи (азерб. Ələkbər Seyfulla oğlu Seyfi; 19 март 1901, Тифлис – 8 декабрь 1977, Кировобад) — азербайджанский актёр театра, переводчик. Народный артист Азербайджанской ССР (1961 год).

## Биография и творчество
Алекпер Сейфи родился 19 марта 1901 году в Тифлисе. Поскольку его семья не имела достаточно материальных средств, он был направлен на обучение в школу «Иттифаг», где обучение велось на персидском языке. Близко общаясь с Мустафой Мардановым, Алекпер Сейфи погрузился в мир театра, следуя за его страстью к театральным выступлениям. Впервые на сцену он вышел в возрасте 13 лет, в начале 1914 года, в Тифлисе, где сыграл роль Бахрама в постановке «Каменотёс Гава» Шемсеттин Сами, в которой также принимали участие Гусейн Араблинский и Абульфат Вели.
До 1918 года деятельность Алекпера Сейфи на сцене состояла в выступлениях в драматических обществах. В Тифлисе он тесно участвовал в создании театрального общества «Ибрет» и выступал там в комических ролях как актер-любитель. После объединения обществ «Иттихад» и «Ибрет» в новую труппу в состав руководящего состава вошли Алимирза Нариманов, Исмаил Хагги и Алекпер Сейфи. В 1921 году после установления советской власти в Грузии был открыт Тифлисский государственный азербайджанский драматический театр в Тифлисе. В составе труппы театра Алекпер в 1922 году он отправился в гастроли по Турции, а в 1926 году по Центральной Азии. Помимо актерской деятельности, в период с 1922 по 1929 годы он также работал заместителем директора в Тифлисском театре, был редактором в газете "Новые идеи", а также переводчиком. В 1928 году был избран членом комитета по новому азербайджанскому алфавиту и в связи с этим оставил театр на несколько месяцев.
В начале 1929 года Мамедсадыг Эфендиев и Мустафа Кулиев пригласили Алекпера Сейфи в Бакинский тюркский рабочий театр, и в июне того же года он переехал в Баку, начав работать актёром. Через месяц он стал административным директором в литературном отделе, а через несколько месяцев - заместителем директора по художественной части. С начала сезона 1930-1931 годов он занял должность директора театра. В 1932 году, когда Бакинский рабочий театр был переведен в Гянджу, Алекпер Сейфи отправился туда вместе с труппой, продолжая свою творческую деятельность, и вплоть до февраля 1938 года он был директором этого театра.

### Арест
Алекпер Сейфи был арестован в феврале 1938 года и отправлен в ссылку в Сибирь. В 1956 году он был освобождён и вернулся в Кировабадский государственный драматический театр. Здесь с 1956 по 1962 годы он работал актером, а с 1962 по 1965 годы занимал должность директора.

### Переводческая деятельность
Алекпер Сейфи, помимо актерской деятельности, также является автором ряда переводов для театра. Он перевёл на азербайджанский язык и поставил на сцене такие произведения, как «Кровь ворона» Рабиндранат Тагора, «Любовь к невесте» Лопе де Веги, «Конь и виноград» Гильерме Фигейреду, «Призраки» и «Макбет» Фридриха Шиллера, «Золотая птица и ворон» Александра Южина, «Чужой сын» Василия Шваркина, «Длинное прощание» Аркадия Васильева, «Потомство сатаны» Гусейна Мухтарова, «Доброе утро» Виктора Розова, «Трехкопеечная опера» Бертольта Брехта, «Украденный консул» Георгия Мдивани и другие пьесы.
Алекпер Сейфи скончался 8 декабря 1977 года в Кировабаде. Он был похоронен на Аллее почётного захоронения в Гяндже.

## Фильмография
Алекпер Сейфи снялся в нескольких киноработах на экране, снятых на киностудии «Азербайджанфильм».
- «Утро» (фильм, 1960) преступник
- Именем закона (фильм, 1968) старый деревенский житель
- «Последняя ночь детства» (фильм, 1968) дядя Исмаил
- «Красавицей я не была» (фильм, 1968) счетовод

## Звания и награды
- Заслуженный артист Азербайджанской ССР  —  20 мая 1958[7].
- Народный артист Азербайджанской ССР — 14 декабря 1961[8].

## Галерея
- "Насреддин шах", Джафар Джаббарлы — Мирза Садыг хан
- "Скупой любовник", Лопе де Вега — Капитан Бернардо
- "Дочь Ганга", Рабиндранат Тагора — Оннада Бабу
- "Сиявуш", Гусейн Джавид — Пиран